# Historia de la mujer en Bangladesh
La situación de las mujeres en Bangladesh ha sido objeto de muchos cambios importantes en los últimos siglos. Desde la independencia del país en 1971 las mujeres de Bangladesh han hecho progresos significativos: experimentaron un aumento de empoderamiento político, consiguieron mejores perspectivas laborales, aumentaron las oportunidades de educación y  adoptaron nuevas leyes para proteger sus derechos. Sin embargo, las mujeres de Bangladesh siguen luchando por alcanzar la misma condición que los hombres debido a las normas sociales que aplican roles de género restrictivos y mala implementación de las leyes establecidas para protegerlas.
En materia jurídica, Bangladesh sigue un sistema mixto, principalmente del derecho común heredado de su pasado colonial. También tienen algunas leyes islámicas que se refieren principalmente a cuestiones de status personal. Políticamente, han tenido una participación relativamente destacada. Desde 1988, las mujeres de pueden ser elegidas primeras ministras.

## Historia

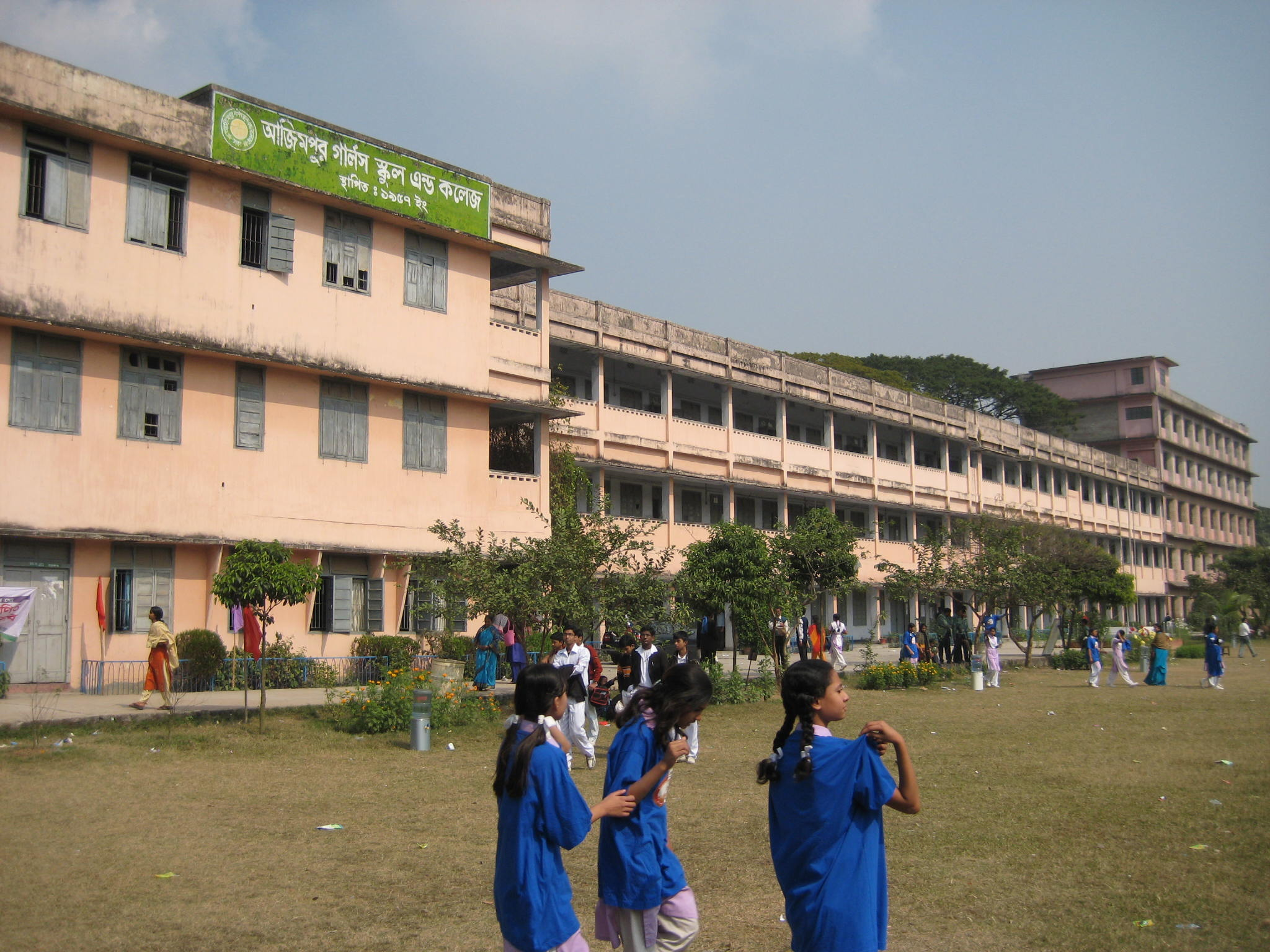
Azimpur Girls' High School, Bangladesh
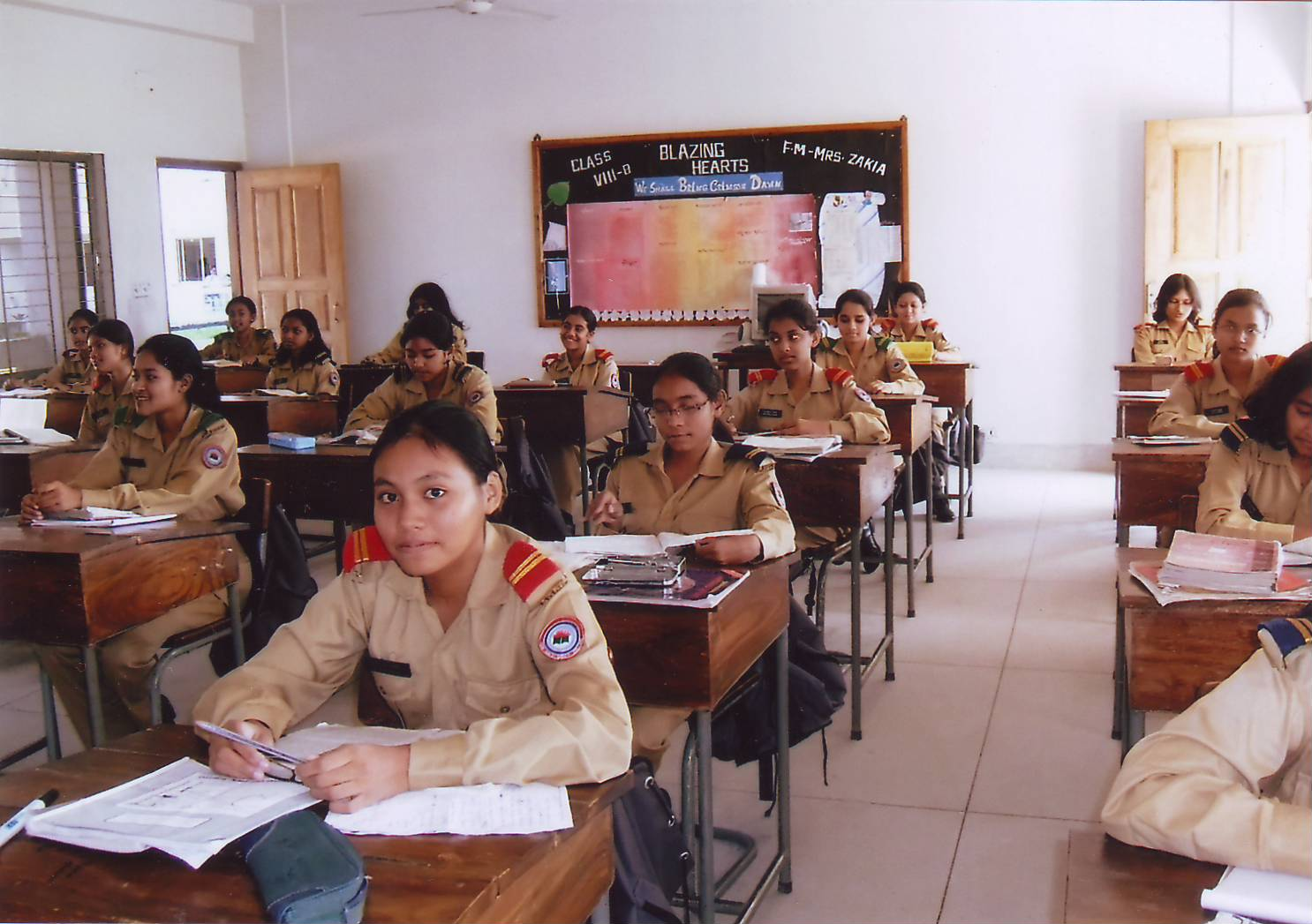
Chicas cadetes bengalinas en la escuela militar Feni Girls Cadete College
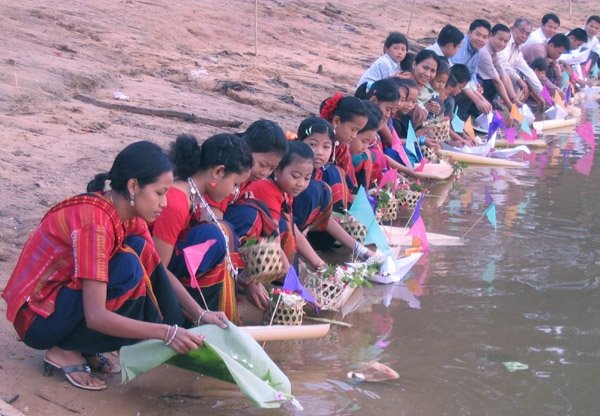
Bengalinas en Hill Tracts
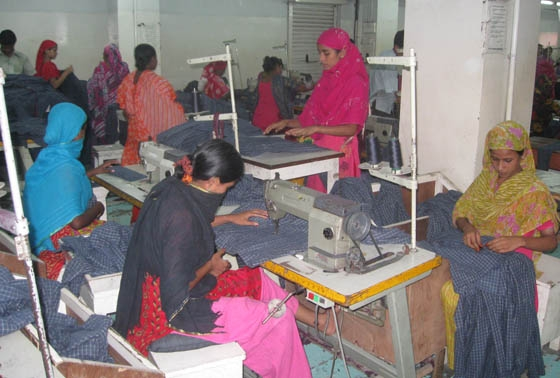
Las mujeres constituyen la mayor parte de lafuerza de trabajo de la industria de la confección orientada a la exportación de Bangladesh, que es la que más contribuye al crecimiento económico del país

El estatus de las mujeres ha ido variando con el paso del tiempo según los grupos religiosos, étnicos y las clases sociales.

### Antes de la independencia
Antes del siglo XX, las mujeres de esta región, así como de Bengala en general, experimentaban distintos niveles de autonomía según el lugar en el que vivían.
Aunque las mujeres que vivían en las zonas rurales eran capaces de salir en grupos y aparecer en público, las que vivían en las zonas urbanas debían observar la purdah tapándose. Tanto si pertenecían a familias hindúes como musulmanas, estas mujeres de clase media y alta eran mayoritariamente amas de casa que apenas salían a la calle; cualquier movimiento en el exterior se hacía dentro de carruajes cubiertos. El patriarca de la casa veía esto como una forma de proteger a las mujeres de los peligros desconocidos de las zonas urbanas. Sin embargo, la purdah no era frecuente entre las mujeres de clase baja.
Independientemente de la religión, se practicaba la poligamia en toda la región. Sin embargo, no era frecuente entre la población general y se observaba más comúnmente en la clase aristocrática. Con el correr de los años, fueron disminuyendo las relaciones polígamas. Hasta finales del siglo XIX y, principalmente en la clase alta, se practicaba el satio.

### Después de la independencia (1971)
Los datos disponibles sobre salud, nutrición, educación y rendimiento económico indicaron que en la década de 1980 la situación de las mujeres en Bangladesh se mantenía considerablemente inferior a la de los hombres. Las mujeres, por costumbre y práctica, permanecían subordinadas a los hombres en casi todos los aspectos de su vida. Solo por privilegio entre ricos o necesidad entre pobres algunas mujeres tenían una mayor autonomía.
La mayoría de las mujeres centraban sus vidas en los roles tradicionales y tenían un acceso limitado a los mercados, servicios productivos, educación, atención sanitaria y gobiernos locales. Esta carencia de oportunidades contribuyó a unos patrones de fecundidad elevados, que disminuyeron el bienestar familiar, contribuyeron a la desnutrición y, en general, a la pobre salud de los niños. También, frustraron los objetivos educativos y de desarrollo nacional. De hecho, la pobreza aguda de los marginados parecía estar afectando más a las mujeres. Mientras el acceso de las mujeres a la atención sanitaria, a la educación y a la formación siga siendo limitado, las perspectivas de mejora de la productividad de la población femenina seguirán siendo pobres.
A finales de la década de 1980, alrededor del 82% de las mujeres vivían en las zonas rurales. Alrededor de un 70% de las mujeres rurales se encontraban en pequeñas casas de cultivadores, arrendatarios y sin tierras; muchas trabajaban a tiempo parcial o estacional, generalmente en actividades posteriores a la cosecha, y recibían pagos en especie o en escasos salarios en efectivo . Otro 20%, vivía principalmente en hogares pobres, dependía de la mano de obra ocasional, mendicidad y otras fuentes de ingresos irregulares. Aun siendo tan escasa la paga, sus ingresos eran esenciales para la supervivencia del hogar. El 10% restante de las mujeres se encontraban en hogares de categorías profesionales, comerciales o de propietarios de tierras a gran escala, y normalmente no trabajaban fuera de casa.
La contribución económica de las mujeres fue substancial pero, en gran parte, no reconocida. Las mujeres de las zonas rurales eran las responsables de la mayor parte del trabajo posterior a la cosecha, como cocinar y el cuidado de ganado, aves de corral y pequeños huertos. Las mujeres de las ciudades dependían de trabajos domésticos y tradicionales, pero a partir de la década de 1980 trabajaban cada vez más en fábricas, especialmente en la industria de la confección. Las que tenían más estudios trabajaban en el gobierno, en la atención sanitaria y en la enseñanza, pero su número seguía siendo muy reducido. La continuidad de las elevadas tasas de crecimiento de la población y la disminución de la disponibilidad de trabajar como cocineras hicieron que más mujeres buscaran trabajo fuera del hogar. En consecuencia, la tasa de participación de la población activa femenina se duplicó entre 1974 y 1984, cuando alcanzó casi el 8%. El salario de las mujeres en la década de 1980 era bajo, y normalmente oscilaba entre el 20% y el 30% menos que los salarios de los hombres.
En 2019, el tribunal más alto de Bangladesh dictaminó que en los formularios de registro de matrimonio debe sustituirse la palabra que se utiliza para describir a mujeres solteras que también puede significar «virgen» por una palabra que sólo significa «mujer soltera».
La religión oficial de Bangladesh es el islam. Más del 90% de la población es musulmana.

## Educación y desarrollo económico

### La educación
La tasa de alfabetización en Bangladesh ha aumentado en los últimos años. En 2018 era, en la población adulta, de 73,91%; algo más baja para las mujeres (71,18%) y algo más alta para los hombres (76,67%).

Durante las últimas décadas, Bangladesh ha mejorado sus políticas educativas y el acceso de las niñas a la educación ha aumentado. En la década de 1990, la matriculación de las niñas en la escuela primaria aumentó de manera significativa. Aunque ahora hay paridad de género en las inscripciones en primaria y secundaria, el porcentaje de chicas disminuye en los últimos cursos de secundaria.

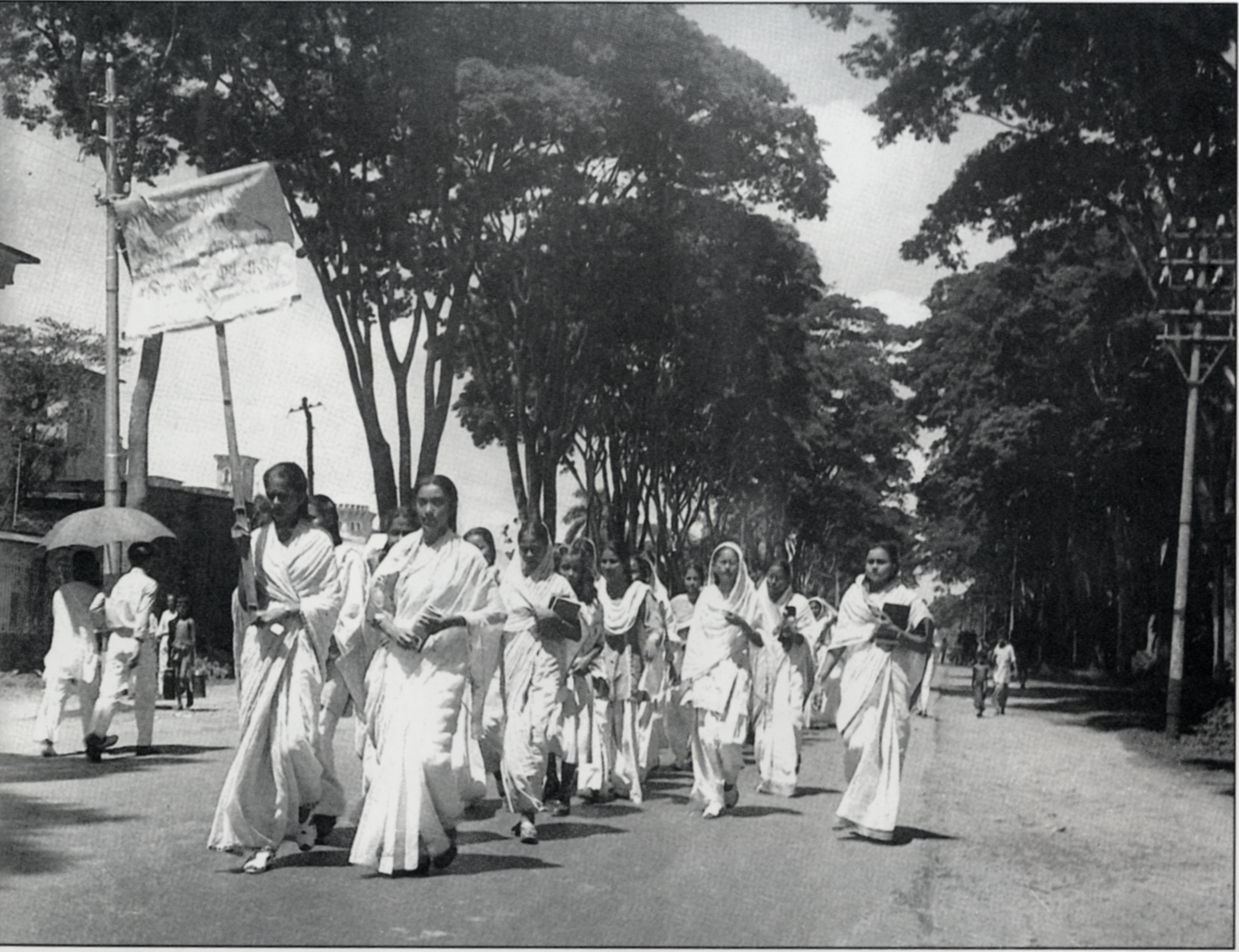
Mujeres de Bangladesh formaron una concentración en el primer aniversario del Movimiento por la lengua bengalí en laUniversidad de Dhaka en 1953
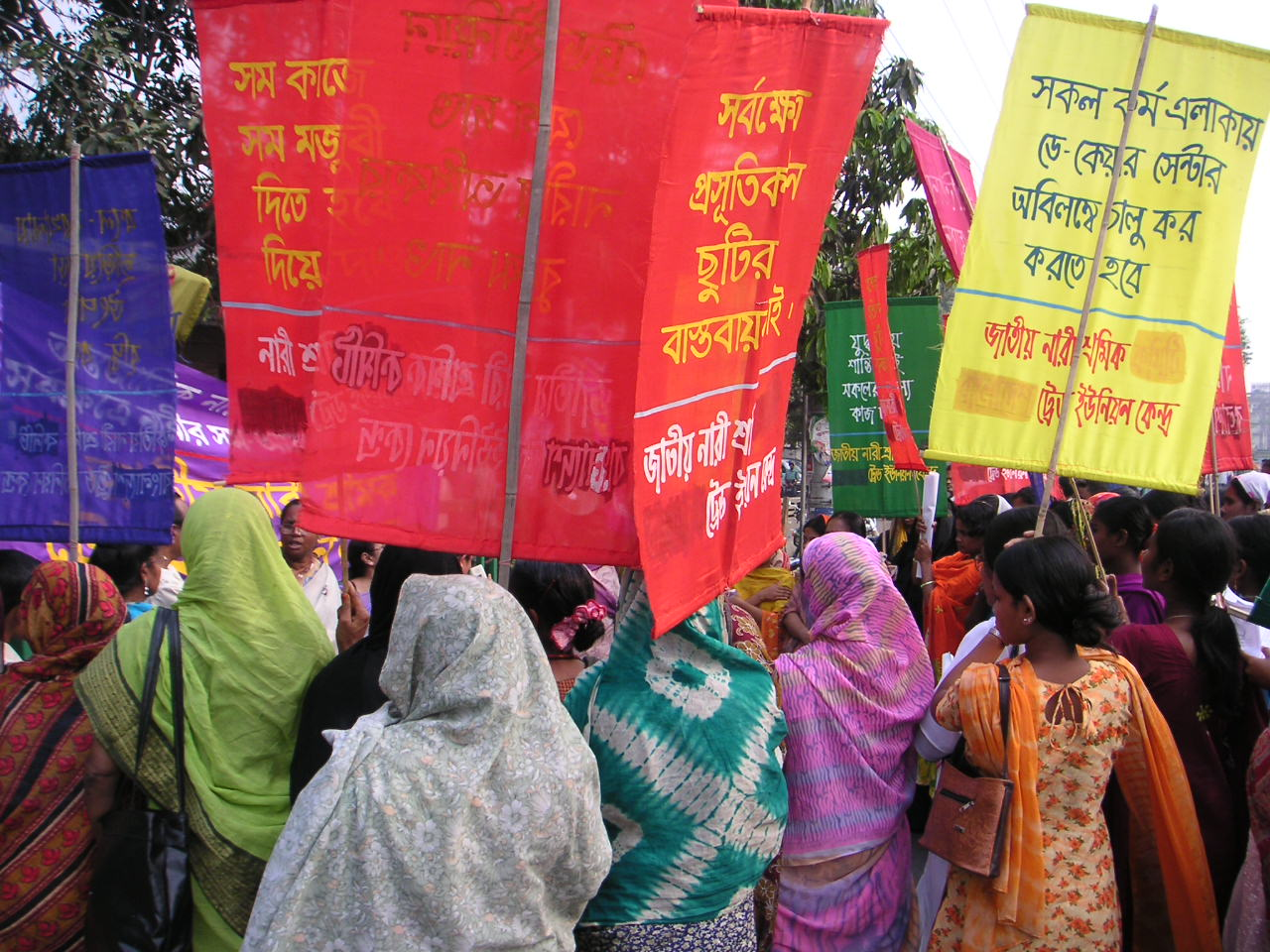
Manifestación del Día Internacional de las Mujeres en Dhaka
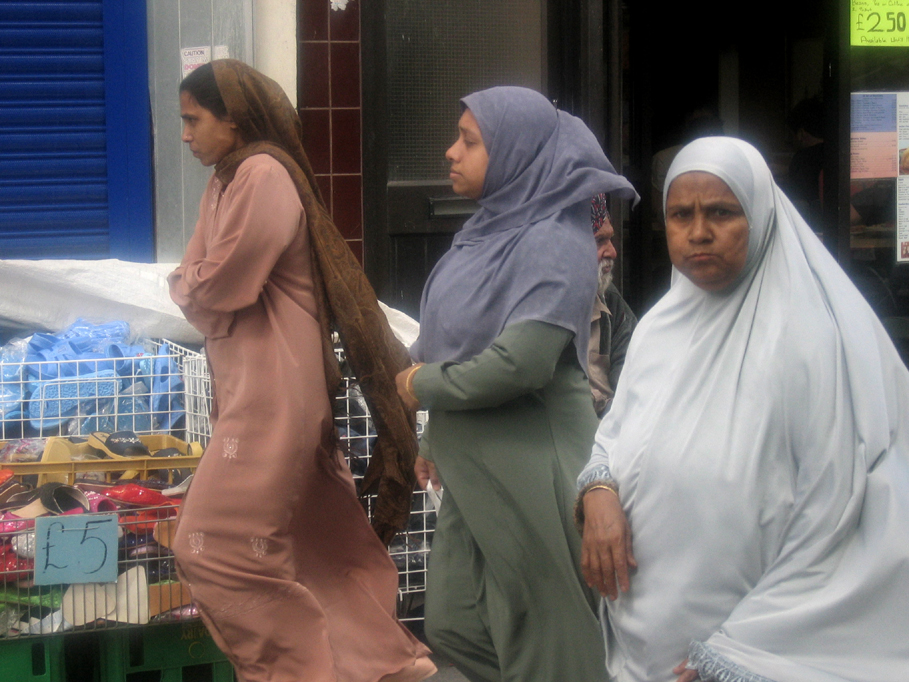
Mujeres de Bangladesh en Whitechapel, Londres. En Reino Unido se encuentra una de las comunidades más grandes de bengalís fuera de Bangladesh y la mayor fuera de Asia

### La participación de las mujeres en el mercado laboral
Las mujeres en Bangladesh se dedican a muchas actividades laborales, desde el trabajo doméstico dentro del hogar hasta el trabajo remunerado fuera del hogar. El trabajo de las mujeres está a menudo infravalorado y poco informado.

### El derecho a la propiedad
Los derechos de herencia de las mujeres son escasos: las leyes discriminatorias y las normas sociales patriarcales dificultan el acceso a la tierra de muchas mujeres. La mayoría de las mujeres heredan según las interpretaciones locales de la Xaria.

## La violencia de género

### La violación

Mapa de Chittagong Hill Tracts

Los colonos y soldados bengalíes en Chittagong Hill Tracts han violado a mujeres jumma (chakma) nativas «con impunidad» con las fuerzas de seguridad de Bangladesh haciendo poco para proteger a las jummas y, en cambio, han ayudado a los violadores y colonos.
Los jums indígenas budistas e hindúes de origen sinotibetano han sido objeto del gobierno de Bangladesh de masivas violencias y políticas genocidas mientras los colonos de etnia bengalí se adentraban en las tierras del jumma, tomaban el control y los masacraban con el ejército bangladesí que violaba masivamente a mujeres, masacrando pueblos enteros y atacando lugares religiosos hindúes y budistas con objetivos deliberados de monjes y monjas.

### El matrimonio infantil
Bangladesh tiene una de las tasas de matrimonio infantil más altas del mundo. La práctica de la dote, aunque ilegal, contribuye a este fenómeno. El 29% de las niñas se casa antes de los 15 años y el 65% antes de los 18 años. Las acciones gubernamentales han tenido pocos efectos y han sido contradictorias; aunque el gobierno se ha comprometido a acabar con el matrimonio infantil en 2041, en 2015 el primer ministro intentó reducir la edad del matrimonio para chicas de 18 a 16 años.
Se instituyó una excepción a la ley para que el matrimonio a los 16 años se permita sólo con el consentimiento de sus padres.

### Violencia doméstica
En 2010, Bangladesh promulgó la Ley de violencia doméstica (prevención y protección). Un porcentaje importante de la población acepta la violencia doméstica. En la encuesta demográfica y de salud de 2011, el 32,5% de las mujeres dijeron que está justificado que un marido agreda o golpee a su mujer por motivos específicos (el motivo más frecuente es que la esposa «discuta con él», con un 22,4%). En los últimos años, la violencia contra las mujeres, cometida por hombres, ha disminuido significativamente y es considerablemente baja en comparación con otros países del sur de Asia como Sri Lanka, Nepal o India.

### La dote
La violencia causada por la dote es un problema en Bangladesh. El país ha tomado medidas contra la práctica de la dote mediante leyes como la Ley de la prohibición de la dote (1980), Ordenanza sobre la prohibición de la dote (modificación de 1982), y la Ordenanza sobre la prohibición de la dote (modificación de 1986). Sin embargo, continúan los abusos en relación con la dote y hay muy pocos casos de ejecución legal contra la dote.
La práctica de la dote está muy relacionada con el prestigio social. En algunas comunidades, el sistema de dotes era un regalo que ayudaría a la novia en caso de afrontar problemas en el futuro. La dote sería su riqueza, que era libre de vender o utilizar si necesitaba crear una familia nuclear. Así pues, los utensilios y el dinero que recibía como dote debían mantenerse por separado bajo su propio cuidado hasta que llegara el momento de la necesidad. Con el paso del tiempo, se ha convertido en un sistema que realmente hace más presión sobre la familia de la novia para cumplir con las expectativas de la familia del novio. Esto a su vez debilita el estatus de la mujer en la familia, en lugar de la idea original de reforzarla proporcionando soporte material.

### El acoso sexual
|}El Eve-teasing (burlas a Eva ) es un eufemismo utilizado en todo el sur de Asia, en países como Pakistán, India y Bangladesh,para referirse al acoso sexual público (a menudo conocido como a “acoso callejero” ) hacia las mujeres por parte de hombres. Eva hace alusión a la primera mujer, según la historia de creación bíblica. El acoso sexual afecta a muchas mujeres de Bangladesh, especialmente a las adolescentes, las niñas son intimidadas en la calle, les dicen obscenidades o las cogen de la ropa.

## Otros aspectos

### La libertad de movimiento de las mujeres
Las mujeres y niñas de Bangladesh no tienen derecho de moverse libremente por todos lados como lo tienen los hombres. La sociedad se basa en valores patriarcales y políticas socialmente conservadoras hacia la libertad de las mujeres y niñas.

### La salud
La tasa de mortalidad materna en Bangladesh es de 240 fallecidas/100.000 nacimientos vivos (2010). Las infecciones de transmisión sexual son relativamente frecuentes,aunque la tasa de VIH/SIDA es baja.Un estudio de 2014 encontró que el conocimiento de las mujeres de Bangladesh sobre diferentes enfermedades es poco y deficiente. En la actualidad, Bangladesh ha ampliado los programas de formación de matronas para mejorar la salud reproductiva y sus resultados.

### La planificación familiar
Alrededor de la década de 1990, la planificación familiar era reconocida como muy importante en Bangladesh. La tasa de fecundidad es de 2,45 niños nacidos/mujer (estimaciones de 2014).

## Mujeres bangladesianas destacadas

### Académicas
- Afiea Nusrat Barsha
- Airin Sultana
- Alisha Pradhan
- Anika Kabir Shokh
- Falguni Rahman Jolly
- Jannatul Ferdoush Peya
- Jyotika Jyoti
- Mahiya Mahi
- Mahbuba Islam Rakhi
- Maria Nur Rowshon
- Mashiat Rahman
- Mehazabien Chowdhury
- Mou Khan
- Mousumi Nag
- Mozeza Ashraf Monalisa
- Nadia Ahmed
- Nazia Haque Orsha
- Naznin Hasan Chumki
- Nova Firoze
- Nusraat Faria
- Nusrat Imrose Tisha
- Nusrat Jahan Diana
- Peya Bipasha
- Prosun Azad
- Puja Cherry Roy
- Puspita Popy
- Rumana Malik Munmun
- Sabila Nur
- Sabnam Faria
- Sadia Jahan Prova
- Sadika Parvin Popy
- Samia Said
- Samroj Ajmi Alvi
- Sarika Sabrin
- Shaina Amin
- Shabnom Bubly
- Shiba Ali Khan
- Sohana Saba
- Tanjin Tisha
- Tania Brishty
- Zinat Sanu Swagata

### Activistas
- Atia Islam Anne
- Chitranibha Chowdhury
- Dilara Begum Jolly
- Dilruba Ahmed
- Farida Zaman
- Gulshan Hossain
- Khaleda Ekram
- Marina Tabassum
- Meherbanu Khanam
- Niloofar Chaman
- Novera Ahmed
- Tayeba Begum Lipi

### Actrices
- Amina Khayyam
- Aupee Karim
- Azmeri Haque Badhon
- Benazir Salam
- Bijori Barkatullah
- Laila Hasan
- Mehbooba Mahnoor Chandni
- Minu Haque
- Munmun Ahmed
- Nadia Ahmed
- Rahija Khanam Jhunu
- Rawshan Jamil
- Rumana Malik Munmun
- Shamim Ara Nipa
- Sharmila Banerjee
- Shimul Yousuf
- Sudeshna Swayamprabha
- Zeenat Barkatullah

### Artistas
- Akhi Alamgir
- Alaka Das
- Anila Naz Chowdhury
- Anjuman Ara Begum
- Anusheh Anadil
- Ava Alam
- Badrunnesa Dalia
- Bijori Barkatullah
- Dia Chakravarty
- Elita Karim
- Fatima Tuz Zahra Oyshee
- Ferdous Ara
- Gouri Choudhury
- Haimanti Rakshit Das
- Iffat Ara Dewan
- Kanak Chapa
- Khilkhil Kazi
- Krishna Tithi Khan
- Leila Arjumand Banu
- Mila Islam
- Mita Haque
- Momtaz Begum
- Nadira Begum
- Nashid Kamal
- Nina Hamid
- Priyanka Gope
- Reenat Fauzia
- Rezwana Choudhury Bannya
- Rubayyat Jahan
- Sahana Bajpaie
- Salma Akhter
- Samina Chowdhury
- Shammi Akhtar
- Shushama Das
- Shusmita Anis
- Srabonti Narmeen Ali
- Uma Khan

### Bailarinas
- Farhana Sultana
- Hasibun Naher
- Nasima Akhter
- Sayeba Akhter
- Tanzima Hashem

### Cantantes
- Ameerah Haq
- Benita Roy
- Dipu Moni
- Ismat Jahan
- Yasmeen Murshed

### Científicas
- Catherine Masud
- Esha Yousuff
- Narayan Ghosh Mita
- Nusrat Imrose Tisha
- Shabnam Parvin
- Sumita Devi
- Tina Khan

### Diplomáticas
- Afrana Islam Prity
- Alina Begum
- Alina Sultana
- Beauty Nazmun Nahar
- Doli Akhter
- Foujia Huda
- Junayna Ahmed
- Konika Rani Adhikary
- Mahfuza Khatun
- Margarita Mamun
- Naima Akter
- Nazia Akhter Juthi
- Shamima Akhtar Tulee
- Shamoli Ray
- Shirin Akter
- Sonia Aktar

### Directoras de cine
- Kashefa Hussain
- Krishna Debnath
- Naima Haider
- Nazmun Ara Sultana
- Salma Masud Chowdhury
- Zinat Ara

### Deportistas
- Afsana Ara Bindu
- Aparna Ghosh
- Aupee Karim
- Bidya Sinha Saha Mim
- Bijori Barkatullah
- Bipasha Hayat
- Jessia Islam
- Maria Nur Rowshon
- Marjana Chowdhury
- Masuma Rahman Nabila
- Mehazabien Chowdhury
- Mehbooba Mahnoor Chandni
- Mim Mantasha
- Misty Jannat
- Moushumi Hamid
- Mousumi Nag
- Nadia Afrin Mim
- Naila Nayem
- Nova Firoze
- Nusraat Faria
- Rafiath Rashid Mithila
- Rehnuma Dilruba Chitra
- Rumana Islam Mukti
- Rumana Malik Munmun
- Sabnam Faria
- Sadia Islam Mou
- Safa Kabir
- Shaina Amin
- Shomi Kaiser
- Sonia Gazi
- Tania Brishty
- Tarana Halim
- Tasnova Hoque Elvin

### Juezas
- Anupama Mukti
- Badrunnesa Dalia
- Fauzia Yasmin
- Haimanti Rakshit Das
- Husna Banu Khanam
- Ila Majumder
- Krishna Tithi Khan
- Mehreen Mahmud
- Momtaz Begum
- Moumita Tashrin Nodi
- Samina Chowdhury
- Sania Sultana Liza
- Shakila Zafar
- Shapla Salique
- Sharmin Sultana Sumi
- Shefali Ghosh
- Zarin Tasnim Naumi

### Modelos
- Dilara Hashem
- Husne Ara Shahed
- Iffat Ara
- Masuda Khatun
- Mokbula Manzoor
- Mufti Nurunnessa Khatun
- Rabeya Khatun
- Razia Khan
- Selina Hossain
- Shaheen Akhtar
- Shazia Omar
- Tahmima Anam
- Taslima Nasrin

### Músicas
- Aasha Mehreen Amin
- Baby Maudud
- Dia Chakravarty
- Elita Karim
- Farah Ghuznavi
- Kaberi Gayen
- Munni Saha
- Nadia Sharmeen
- Nazmun Nesa Peyari
- Nurjahan Begum
- Salma Islam
- Samia Zaman
- Selina Parvin
- Shahnaz Munni
- Tazin Ahmed

### Novelistas
- Anwara Bahar Chowdhury
- Dilruba Ahmed
- Jahanara Arzu
- Khaleda Adib Chowdhury
- Masuda Khatun
- Quazi Rosy
- Rubana Huq
- Rubi Rahman
- Shahnaz Munni
- Shamim Azad
- Sufia Kamal
- Taslima Nasrin

### Periodistas
- Amina Ahmed
- Asma Zerin Jhumu
- Basanti Chakma
- Dilara Begum
- Farida Akhter Hira
- Ferdosi Islam
- Firoja Begum Chino
- Hosne Ara Begum
- Jinnatul Bakia
- Kamrun Nahar Chowdhury
- Kaniz Fatema Ahmed
- Khadizatul Anwar
- Laila Arjuman Banu
- Momotaj Begum
- Monowara Begum
- Nadira Yeasmin Jolly
- Nasima Ferdushe
- Navana Akter
- Nazma Akhter
- Noor Afroj Ali
- Noor Jahan Begum
- Rabeya Alim
- Refat Amin
- Sadhana Halder
- Safura Begum
- Salina Begum
- Sayeda Rashida Begum
- Sayeda Rubina Akter
- Selina Akhter Banu
- Selina Islam
- Shahanara Begum
- Shaheen Monwara Haque
- Shahida Tareque Dipti
- Shamsun Nahar Begum
- Shawkat Ara Begum
- Sheikh Hasina
- Rahima Akhter
- Rasheda Begum Hira
- Ratna Ahmed
- Sultana Bulbul
- Syeda Zohra Alauddin
- Tamanna Nusrat Bubly